# Wells Fargo Center (Seattle)
Wells Fargo Center je mrakodrap v Seattlu. Má 47 podlaží a výšku 175 metrů, je tak 8. nejvyšší mrakodrap ve městě. Byl dokončen v roce 1983 a za designem budovy stojí McKinley Architects . Budova disponuje 87 386 m2 převážně kancelářských ploch, které obsluhuje 24 výtahů.